# Claudia Lieb (Illustratorin)
Claudia Lieb (* 1976 in Erlenbach am Main) ist eine deutsche Kommunikationsdesignerin, Illustratorin und Grafikerin.

## Leben und Schaffen
Lieb studierte an der Fachhochschule Münster und an der Hochschule für Angewandte Wissenschaften Hamburg. Sie arbeitet in einer Münchner Ateliergemeinschaft als Illustratorin und Grafikerin.
Das von ihr illustrierte Kindersachbuch Wir Menschen und das Meer wurde mit dem Luchs-Preis Nr. 438 ausgezeichnet.

## Werke
- 2024: Unterirdische Wunderwelten: Grotten, Tunnel, Tropfsteinhöhlen. Gerstenberg Verlag.
- 2023: Wir Menschen und das Meer: Wie die Ozeane Nahrung, Strom und Rohstoffe liefern und das Klima beeinflussen. Beltz & Gelberg Verlag.
- 2023: Der Dinosaurier im Fels: Die abenteuerlichen Geschichten der ersten Knochenjäger. Gerstenberg Verlag
- 2022: Magische Orte: Von Atlantis bis Stonehenge., Gerstenberg Verlag.
- 2022: Große Lauscher und feine Spürnasen: Wie Tiere hören, riechen, fühlen. arsEdition
- 2018: Alexander von Humboldt: oder Die Sehnsucht nach der Ferne. Gerstenberg Verlag.
- 2016: Die Geschichte des Sitting Bull. Palisander Verlag.
- 2012: Das Hausbuch der Weltreligionen. Gerstenberg Verlag.
- 2011: Afiyet olsun!: Die wunderbaren Rezepte meiner türkischen Familie. Gerstenberg Verlag.
- 2009: Die wunderbaren Reisen des Marco Polo. Gerstenberg Verlag.

## Auszeichnungen
- Nominierung „Wissensbuch des Jahres“ 2024, Bild der Wissenschaft in der Kategorie PERSPEKTIVE
- Premio Itas Trento 2024 // Mountain Book Prize Trento 2024
- „Wissensbuch des Jahres“ 2023, Bild der Wissenschaft in der Kategorie PERSPEKTIVE
- Die Zeit und Radio Bremen // „Luchs Nr. 438“, Juli 2023
- Longliste Stiftung Buchkunst „Die schönsten deutschen Bücher 2023“
- Deutschlandfunk // Die besten 7, 2023
- Longliste „Wissenschaftsbuch des Jahres“ 2019, Österreich
- Nominiert für den Jugendsachbuchpreis 2018
- Deutschlandfunk // Die besten 7, 2018
- Robert Bosch Stiftung // Grenzgänger China 2015
- 5. Platz beim Österreichischen Kochbuchpreis Prix Prato in der Kategorie „Regionale Küche“ 2012
- Gourmand Cookbook Award 2011, Deutschland-Sieger in der Kategorie „Bestes erstes Buch“ und 3. Platz international
- Nominiert für den Designpreis der Bundesrepublik Deutschland 2011
- Penzberger Urmel 2011
- Ausgezeichnet von der Stiftung Buchkunst „Die schönsten deutschen Bücher 2009“
- Nachwuchspreis der Deutschen Akademie für Kinder- und Jugendliteratur 2009
- Nominiert für den Jugendsachbuchpreis 2009